# Two Wide-angle Imaging Neutral-atom Spectrometers
Two Wide-Angle Imaging Neutral-Atom Spectrometers (TWINS, pour « spectromètres grands-angulaires jumeaux imageurs d'atomes neutres ») sont une paire d'instruments de la NASA embarqués à bord de deux satellites du National Reconnaissance Office, lancés en Orbite de Molnia. Les TWINS ont été conçus pour fournir des images stéréo de l'anneau de courant électrique porté par des particules chargées piégées dans la magnétosphère terrestre. Le premier instrument, TWINS-1, a été lancé à bord du satellite USA-184 le 28 juin 2006, et le second, TWINS-2 à bord de USA-200, le 13 mars 2008.
Chaque instrument se compose d'un imageur d'atomes neutres énergétiques (en) (ENA) et d'un détecteur de la série de Lyman (α-Lyman). L'imageur ENA fournit une télédétection indirecte des ions du courant annulaire, et le détecteur Lyman-alpha donne une mesure du nuage d'hydrogène neutre autour de la Terre, connu sous le nom geocorona. La première mission TWINS a duré deux ans, de 2008 à 2010, et a été suivie par une mission étendue, qui est en cours.

## Mission
Lancés comme Missions of Opportunity (MO) à bord de satellites Improved Trumpet du NRO, les instruments TWINS effectuent l'imagerie stéréoscopique de la magnétosphère terrestre. Par l'imagerie de l'échange de charge des atomes neutres sur une large gamme d'énergie (~1-100 keV) en utilisant deux instruments identiques sur deux satellites à haute altitude, à forte inclinaison et largement espacés, les TWINS permettent la visualisation en 3 dimensions et la résolution des grandes structures et la dynamique au sein de la magnétosphère pour la première fois. Contrairement aux expériences spatiales traditionnelles, qui font des mesures à un seul point dans l'espace, des expériences d'imagerie fournissent le visionnage simultané de différentes régions de la magnétosphère. L'imagerie stéréo, effectuée par les TWINS, prend la prochaine étape de la production des images 3-D, et fournit un bond en avant dans notre compréhension des aspects globaux de la magnétosphère terrestre.
Les imageurs ENA observent les atomes neutres énergétiques produits à partir de la population globale d'ions magnétosphériques, sur une gamme d'énergie de 1  à   100 keV avec une haute résolution angulaire (4 degrés) et temporelle (environ 1 minute). Un imageur Lyman-alpha géocoronal est utilisé pour surveiller les atomes d'hydrogène froids exosphériques qui produisent des ENA à partir des ions via l'échange de charge. En complément de ces imageurs, des détecteurs mesurent l'environnement local chargé de particules autour du satellite.
Le décalage dans les phases orbitales (apogées à différents moments) de TWINS 1 et de TWINS 2 signifie que, en plus de l'imagerie stéréo ENA pendant plusieurs heures deux fois par jour, les deux instruments TWINS obtiennent également des observations continues essentiellement magnétosphériques.
L'équipement des TWINS est essentiellement le même que l'instrument MENA du satellite IMAGE. Cette instrumentation se compose d'un imageur d'atomes neutres couvrant la gamme d'énergie 1-100 keV avec une résolution angulaire de 4°x4° et une résolution temporelle de 1 minute, et un simple imageur Lyman-alpha pour surveiller la geocorona.
TWINS fournit une image stéréo de la magnétosphère terrestre, la région entourant la planète contrôlée par son champ magnétique et contenant les ceintures de radiations de Van Allen et d'autres particules chargées énergétiques. TWINS permet la visualisation globale en trois dimensions de cette région, ce qui entraîne une compréhension grandement améliorée des connexions entre les différentes régions de la magnétosphère et leur relation avec le vent solaire.

## Opération

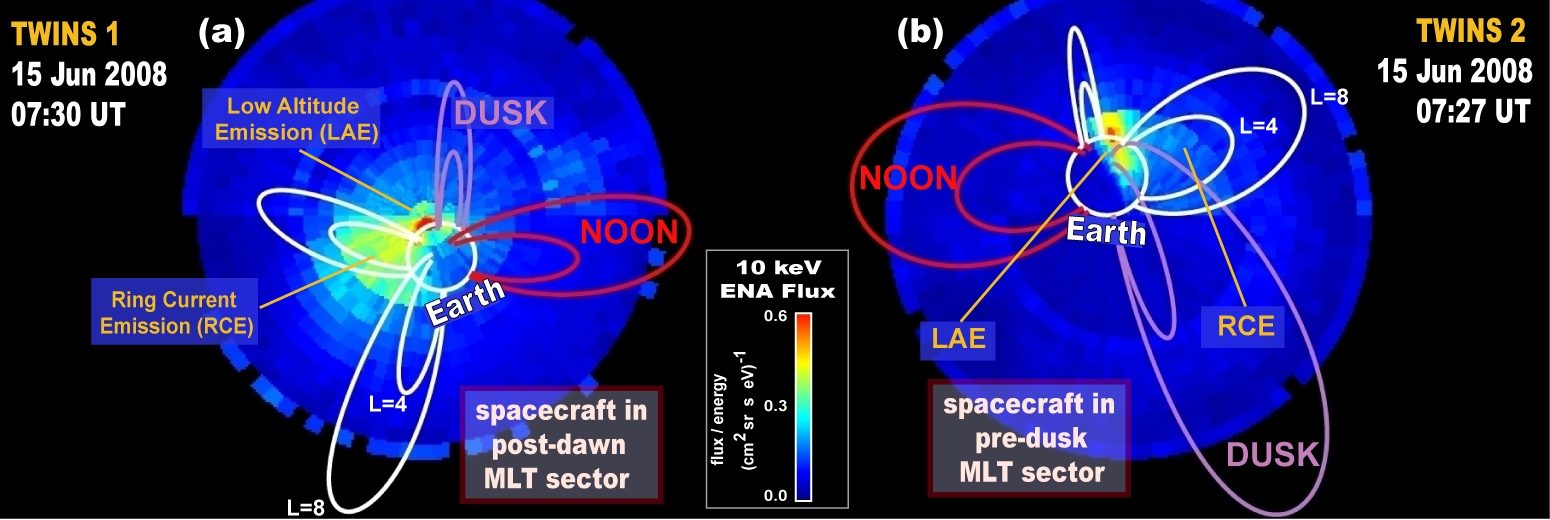
Première image stéréo ENA. Il s'agit d'une première image-lumière stéréo ENA de l'anneau de courant électrique terrestre obtenue par TWINS, le 15 juin 2008 pour une énergie de 10 keV. Dans chaque image sont visibles les émissions à basse altitude (LAE) à partir d'ions précipitants, et les émissions de l'anneau de courant électrique à haute altitude (RCE). Pour référence, la silhouette de la Terre est dessinée, avec les lignes de champ magnétique à quatre points cardinaux heures locales (midi = rouge, tombée de la nuit = lavande, à minuit, et l'aube) et deux L-valeurs (L = 4 et L = 8).

L'imagerie stéréo de routine par les instruments TWINS a commencé le 15 juin 2008, lors d'un orage géomagnétique extrêmement faible dont l'indice Dst (en) n'est jamais tombé en dessous de -40 nT, comparé à un Dst nominal de -100 nT pour une classification comme tempête. Au cours de la première mission TWINS (2008-2010), un minimum solaire prolongé et sans précédent (à partir du cycle solaire 23) a prévalu, apportant avec lui des conditions magnétosphériques très calmes allant de calme plat à légèrement perturbé. Pendant cette période, TWINS a observé de nombreuses tempêtes faibles, à peu près une fois tous les 27 jours (correspondant à la période de rotation solaire et déclenchées par des régions solaires d'interaction corotative (CIRS)). La plus forte tempête (qui était encore très faible) observée par TWINS au cours de sa mission première eut lieu le 22 juillet 2009, avec un Dst modéré atteignant -79 nT. Tout au long de ces longues conditions calmes, les images des instruments TWINS contiennent des signaux ENA des émissions provenant de régions à haute altitude (anneau de courant) et des émissions provenant de basse altitude (LAE).

## Instruments
| Nom     | Nom de lancement | Index NSSDC | Satellite et COSPAR ID | Date de lancement (UTC) | Site de lancement | Lanceur          | Orbite                                                      | Remarques              |
| ------- | ---------------- | ----------- | ---------------------- | ----------------------- | ----------------- | ---------------- | ----------------------------------------------------------- | ---------------------- |
| TWINS-1 | TWINS-A          | TWINS-1     | USA-184 (en) 2006-027A | 28 juin 2006 03:30:00   | VAFB SLC-6 (en)   | Delta IV-M+(4,2) | 1 138 km x 39 210 km x63.2°                                 | Lancé avec SBIRS HEO-1 |
| TWINS-2 | TWINS-B          | TWINS-2     | USA-200 (en) 2008-010A | 13 mars 2008 10:02      | VAFB SLC-3E (en)  | Atlas V 411      | 1 652 km x 38 702 km x63.4° ou 1 112 km × 35 780 km × 63.6° | Lancé avec SBIRS HEO-2 |